# Çankırı (tỉnh)
Çankırı là một tỉnh của Thổ Nhĩ Kỳ. Tỉnh này nằm gần thủ đô Ankara.
Kinh tế tỉnh này chủ yế là nông nghiệp với các nông sản như lúa mỳ, ngô, đậu, khoai tây. Khí hậu tỉnh Çankırı vào mùa Hè rất nóng và ít mưa, mùa Đông rất lạnh và có mưa ít và thỉng thoảng có tuyết.

## Các huyện
Tỉnh này được chia thành các huyện sau (tỉnh lỵ được bôi đậm)::
- Atkaracalar
- Bayramören
- Çankırı
- Çerkeş
- Eldivan
- Ilgaz
- Kızılırmak
- Korgun
- Kurşunlu
- Orta
- Şabanözü
- Yapraklı